# Intoxikazión etílika
Intoxikazión etílika és el nom de la maqueta de debut del grup Soziedad Alkoholika, publicada el febrer de 1990 i composta d'11 cançons. Va ser reeditada més endavant per DDT en casset i el 1995 reeditada de nou per Mil A Gritos Records en CD.
Les cançons «S.H.A.K.T.A.L.E.», «Nos vimos en Berlín» i «Kontra la agresión kastrazión», van ser enregistrades posteriorment de nou i incloses al disc homònim del grup de 1991.

## Cançons
| Núm. | Títol                                                               | Durada |
| ---- | ------------------------------------------------------------------- | ------ |
| 1.   | «S.H.A.K.T.A.L.E.» (Siempre Hay Alguien Ke Te Amarga La Existencia) | 3:04   |
| 2.   | «No eres más»                                                       | 1:48   |
| 3.   | «Por favor deja de echar aceite hirviendo en los ojos (1)»          | 0:12   |
| 4.   | «Intoxikazión etílika»                                              | 2:10   |
| 5.   | «Nos vimos en Berlín»                                               | 2:42   |
| 6.   | «Lo tienes fácil»                                                   | 2:42   |
| 7.   | «Padre Black & Decker»                                              | 2:44   |
| 8.   | «Kontra la agresión kastrazión»                                     | 2:40   |
| 9.   | «La última partida»                                                 | 2:39   |
| 10.  | «Por favor deja de echar aceite hirviendo en los ojos (2)»          | 0:13   |
| 11.  | «Sin Dios ni ná»                                                    | 2:10   |

## Formació
- Juan - veu
- Jimmy - guitarra
- Oskar - guitarra
- Iñaki - baix
- Roberto - bateria